# Rob Dyson
Robert Richard "Rob" Dyson (Pleasant Valley, New York, 21 juni 1946) is een Amerikaans autocoureur en teameigenaar van Dyson Racing. In 1997 won hij de 24 uur van Daytona. Zijn zoon Chris Dyson is eveneens autocoureur.

## Carrière
Dyson begon zijn autosportcarrière in 1974 in amateurcompetities die door de Sports Car Club of America werden georganiseerd. Hij reed in deze races met een Datsun 510. In 1981 won hij de SCCA National Championship Runoffs. Dat jaar richtte hij ook zijn eigen raceteam op, Dyson Racing, en werd hij professioneel coureur. Hij nam deel aan de IMSA GT, eerst in een Nissan 200SX en later in een Pontiac Firebird. In 1985 kocht hij een Porsche 962 van Bruce Leven, waarin hij in 1986 zijn eerste professionele zege haalde op de Riverside International Raceway met Price Cobb als co-coureur. Begin jaren '90 was hij een van de topcoureurs in de IMSA GT.
In 1995 was het team van Dyson het eerste team dat met de nieuwe Mk III-auto van Riley & Scott ging rijden. Hij weigerde om met de meer populaire Ferrari 333 SP te rijden, aangezien hij vond dat het kampioenschap te eenzijdig zou worden als alle topteams met dezelfde auto uitkwamen. De keuze bleek succesvol en het team won 36 races met deze auto. Dyson reed zelf met de auto in de American Le Mans Series; in deze hoedanigheid reed hij driemaal de 12 uur van Sebring. In 1997 was hij een van de zeven winnaars van de 24 uur van Daytona, samen met James Weaver, Butch Leitzinger, Andy Wallace, John Paul jr., Elliott Forbes-Robinson en John Schneider. In 1999 won zijn team de race opnieuw, maar ditmaal zonder Dyson achter het stuur. Dyson bleef zelf tot 2003 actief als fulltime coureur, alhoewel hij nog tot 2007 aan enkele races deelnam. Hierna bleef hij nog wel de baas van zijn eigen team.